# Stenomys pococki
Il ratto degli altopiani della Nuova Guinea di Pocock (Stenomys pococki  Ellerman, 1941) è un roditore della famiglia dei Muridi endemico della Nuova Guinea.

## Descrizione
Roditore di grandi dimensioni, con la lunghezza della testa e del corpo tra 112 e 143 mm, la lunghezza della coda tra 104 e 135 mm, la lunghezza del piede tra 26 e 29 mm, la lunghezza delle orecchie tra 12,0 e 18 mm.

Le parti superiori sono bruno-nerastre. Le parti ventrali sono grigio scuro. Le mani ed i piedi sono bruno-nerastre. La coda è più corta della testa e del corpo ed è uniformemente bruno-nerastra.

## Biologia

### Comportamento
È una specie terricola.

## Distribuzione e habitat
Questa specie è diffusa nella parte centrale della cordigliera centrale della Nuova Guinea.
Vive nelle foreste tropicali montane tra 1.500 e 2.500 metri di altitudine.

## Conservazione
La IUCN Red List, considerato il vasto areale, la popolazione numerosa e la mancanza di reali minacce, classifica S.pococki come specie a rischio minimo (Least Concern).